# Xerohippus azami
Xerohippus azami är en insektsart som först beskrevs av Bolívar, I. 1901.  Xerohippus azami ingår i släktet Xerohippus och familjen gräshoppor. Inga underarter finns listade i Catalogue of Life.